# Кримска народна република
Кримската народна република (на кримскотатарски: Qırım Halq Cumhuriyeti) е историческа държава, съществувала от декември 1917 г. до януари 1918 г. на Кримския полуостров. Бидейки регион с мюсюлманско мнозинство, Кримската народна република е първият опит в мюсюлманския свят за установяването на секуларна държава. Страната претендира за възстановяването на държавния суверенитет на кримските татари на Кримския полуостров, но съществува едва до януари 1918 г., когато губи въоръжен конфликт със Съветите.

## История

### Създаване
Кримската народна република е провъзгласена по инициатива на Курултая на кримските татари, който осигурява равнопоставеността на всички етноси на полуострова. По това време най-големият етнос на Крим са руснаците и украинците, които съставляват съответно 42% и 11% от населението на полуострова. Въпреки това, кримските татари са доминиращата политическа и културна сила на Крим. Номан Челебиджихан става първият президент на зараждащата се република.
Курултайът е образуван от 76 делегати, 4 от които – жени. Делегатите са избрани от четири окръга: Ялта (24), Акмесцит (19), Кефе (16), Кезлев (11) и Оркапи (6). Курултайът избира за председател кримския писател Асан Айвазов.
Като опозиция на болшевиките, Курултайът публикува „Кримскотатарски основен закон“, който свиква Всекримско учредително събрание, основава Борд на директорите като временно правителство и издига Съвет на националните представители като временен парламент. Бордът на директорите и Централният съвет на Украйна взаимно се признават.

### Болшевишки преврат
Опитът за създаване на нова държава бързо е осуетен от болшевиките и анархисткият Черноморски флот. Още на 16 декември 1917 г. болшевиките завладяват Севастопол, където е разположена щаб-квартирата на Черноморския флот, и разпускат местния съвет на депутатите. Властта на града е прехвърлена на местния революционен комитет. Болшевиките са подкрепени от някои кораби на Черноморския флот. За да се защити, кримското правителство създава Обединена кримска щаб-квартира на 19 декември 1917 г., която разполага с два кавалерийски и един пехотен полк от кримски татари, както и някои украински и руски формирования, наброяващи около хиляда души. Няколко въоръжени инцидента се случват през януари 1918 г. На 14 януари 1918 г. болшевиките превземат Симферопол, където успяват на арестуват бившия президент на Крим Номан Челебиджихан, който подава оставка на 4 януари 1918 г. Прехвърлен е в Севастопол и заключен до 23 февруари 1918 г., когато бива екзекутиран без съдебен процес. Тялото му е хвърлено в морето.
По инициатива на Челебиджихан, на 10 януари 1918 г. Курултайът създава специална комисия, водеща диалог с болшевиките, за да се спре въоръжения конфликт на Крим.
Към края на януари 1918 г. болшевиките вече владеят цял Крим и разпускат Курултая и Съвета на националните представители. Масов терор залива полуострова, на база класова борба и етническо прочистване. Друг кримскотатарски лидер, Джафер Сейдамет, успява да избяга в Кавказ през континентална Украйна. Много кримски военни формирования се оттеглят в планините. Правителството на Украйна барикадира Крим, докато се опитва да си възвърне контрола над Черноморския флот и Севастопол. Всички военни формирования, поддържащи мюсюлманите, са спирани на път към Крим. По това време Украйна също обявява война на РСФСР, поради настъплението на червеногвардейските войски към Украйна без предупреждение. Болшевиките за кратко основават Таврическа ССР на Крим в началото на 1918 г., преди региона да бъде превзет от силите на Украинската народна република и Германската империя.